# Tom Pappas
Tom Pappas (Oregón, Estados Unidos, 6 de septiembre de 1976) es un atleta estadounidense, especialista en la prueba de decatlón, en la que ha logrado ser campeón mundial en 2003.

## Carrera deportiva
En el Mundial de París 2003 ganó la medalla de oro en decatlón, con una puntuación total de 8750 puntos, por delante del checo Roman Šebrle y del kazajo Dmitry Karpov.